# Adam Billaut
Pour les articles homonymes, voir Billaut.
Adam Billaut, dit Maître Adam, né à Nevers le 31 janvier 1602 et mort le 18 mai 1662, est un menuisier, poète et chansonnier français. Surnommé « le Virgile au rabot », il est considéré comme l'un des premiers poètes ouvriers.

## Éléments biographiques

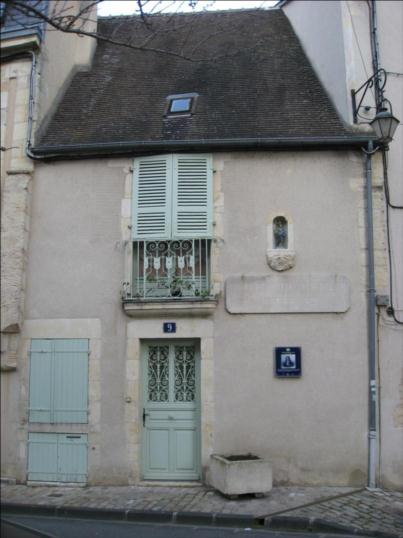
Maison d'Adam Billaut à Nevers

Dans la première partie de sa vie, Adam Billaut est maître menuisier à Nevers selon les actes paroissiaux notariaux. Il écrit alors des poèmes, qui sont connus localement. 
À la fin des années 1630, il adresse deux poèmes au Cardinal de Richelieu. En 1644 paraît à Paris le recueil Les Chevilles de Maître Adam, qui fait plus de 400 pages. Le livre est préfacé par Michel de Marolles et contient une « Approbation du Parnasse », des dizaines de poèmes adressés à Billaut par d'autres poètes, certains étant les plus fameux de l’époque. Ces textes mettent en lumière la différence entre le milieu social et professionnel de Billaut et sa création littéraire.
Billaut devient alors petit officier à la chambre des comptes ducale de Nevers; il le reste jusqu’à sa mort. Le Vilebrequin de Maître Adam paraît de façon posthume en 1663.
Il partageait son temps entre Paris — où il connut Saint-Amant, Colletet, Scarron et l'abbé de Marolles — et Nevers où vivait sa femme, Catherine Renard, qu'il avait épousée vers 1630 et avec laquelle il s'entendait difficilement. Protégé de Louise-Marie de Gonzague et du prince de Condé, il fut pensionné par Richelieu.

## Œuvre et réputation

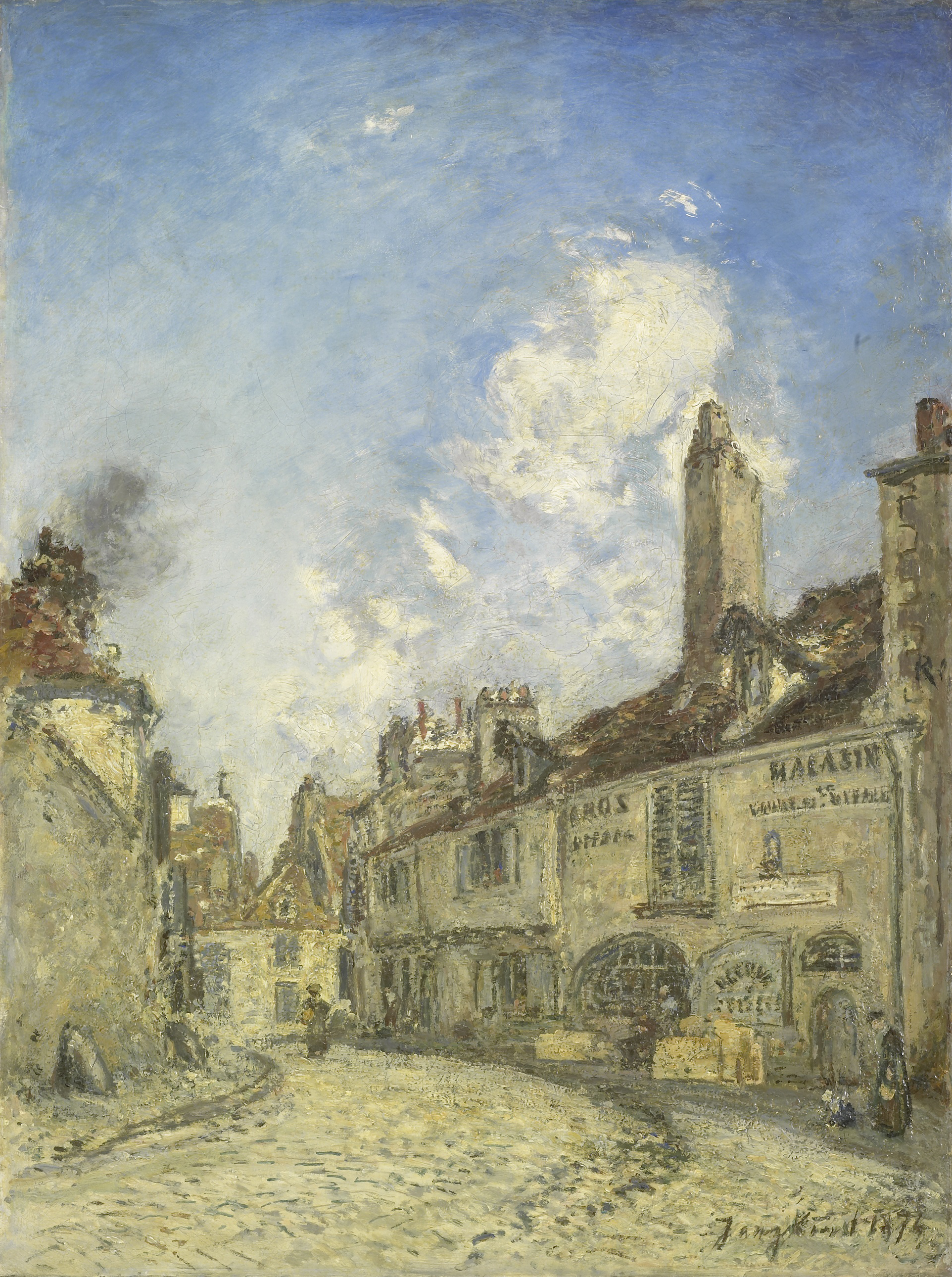
La Maison de maître Adam Billaut à Nevers
Johan Barthold Jongkind, 1874
Stedelijk Museum Amsterdam

Ses recueils ont des titres en rapport avec son métier : Les Chevilles, qui connut un certain succès critique lors de sa parution en 1644, Le Vilebrequin, paru à titre posthume en 1663, et on lui attribue un autre volume, Le Rabot, qui en fait n'existe pas. Toutefois, Billaut ne parle de son activité professionnelle que pour s'en moquer ou pour se forger une étiquette identitaire, un nom d'auteur.
Pierre de L'Estoile dit de lui qu'il est un « poète naturel » ou un poète « par science infuse ». Corneille lui consacra un sonnet. Voltaire, qui l'a sans doute lu dans le Recueil Barbin (Recueil des plus belles pièces des Poètes Français, tant anciens que modernes, depuis Villon jusqu’à M. de Benserade, Paris, Claude Barbin, 1692), cita son rondeau, À un ami malade d'une sciatique, « qui vaut mieux que beaucoup de rondeaux de Benserade » .
Cette appréciation positive de Voltaire, transmission du savoir érudit du siècle précédent, fait que Billaut n'est pas oublié au 19e siècle et qu'il intéressera les intellectuels ouvriers des années 1830-1840.
Deux comédies avec vaudevilles sur Adam Billaut ont été jouées autour de 1800: Maître Adam, Menuisier de Nevers, Comédie en un acte, en prose de Christian-Le-Prévot et Philipon de La Madeleine (1795), Les Chevilles de Maître Adam, menuisier de Nevers, ou les Poètes artisans, Comédie en un acte, mêlée de vaudevilles (1805) de Charles-François-Jean-Baptiste Moreau de Commagny et Francis Cornu.

## Sonnet
Résolution de maître Adam de ne plus aimer son ingrate par la protestation qu'il en fait à son confesseur
Mon Père à deux genoux j'accuse mes malices,
Avec un repentir profond et solennel,
Et pour ne point tromper votre soin paternel,
Je laisse de Phillis les aimables supplices.
Éloignant ces beaux yeux, mes souverains complices,
Je change en une nuit un beau jour éternel,
Et si pour bien aimer on devient criminel,
C'est trop peu que l'enfer pour expier mes vices.
Puisqu'il faut obéir aux lois du Tout-puissant,
Pour un si grand sujet je suis obéissant,
En brisant de mes fers la douce violence.
Ha qu'en ce changement je me trouve étonné !
Et que j'ai peu besoin de votre pénitence,
Si cherchant mon salut je passe pour damné.

## Principales publications
- Ode à Monseigneur le cardinal duc de Richelieu, par le menuisier de Nevers, 1639 Texte en ligne
- Les Chevilles de maître Adam, menuisier de Nevers, préface de l'abbé de Marolles, 1644 Texte en ligne
- Stances de maître Adam au parc de Nevers, sur le départ de la sérénissime reine de Pologne, 1645
- Ode pour monseigneur le Prince, par maître Adam, menuisier de Nevers, 1648 Texte en ligne
- Le Vilebrequin de maître Adam, menuisier de Nevers, contenant toutes sortes de poésies gallantes, tant en sonnets, épîtres, épigrammes, élégies, madrigaux, que stances et autres pièces, 1663
- Poésies de maître Adam Billaut, 1842 Texte en ligne
- Appendice aux poésies de maître Adam, menuisier de Nevers, 1842